# Brachytarsina
Brachytarsina är ett släkte av tvåvingar. Brachytarsina ingår i familjen lusflugor.

## Dottertaxa tillBrachytarsina, i alfabetisk ordning[1]
- Brachytarsina adversa
- Brachytarsina africana
- Brachytarsina alluaudi
- Brachytarsina amboinensis
- Brachytarsina asellisci
- Brachytarsina buxtoni
- Brachytarsina carolinae
- Brachytarsina caudata
- Brachytarsina cucullata
- Brachytarsina derosa
- Brachytarsina diversa
- Brachytarsina ethiopica
- Brachytarsina falcozi
- Brachytarsina flavipennis
- Brachytarsina franclemonti
- Brachytarsina hoogstraali
- Brachytarsina joblingi
- Brachytarsina kanoi
- Brachytarsina longiarista
- Brachytarsina maai
- Brachytarsina macrops
- Brachytarsina minuta
- Brachytarsina modesta
- Brachytarsina pretiosa
- Brachytarsina proxima
- Brachytarsina pygialis
- Brachytarsina rouxi
- Brachytarsina sinhai
- Brachytarsina speiseri
- Brachytarsina surcoufi
- Brachytarsina suzukii
- Brachytarsina theodori
- Brachytarsina trinotata
- Brachytarsina uniformis
- Brachytarsina verecunda
- Brachytarsina werneri